# Ultra Jump
Ultra Jump (jap. ウルトラジャンプ Urutora Janpu) – japoński miesięcznik z mangami seinen, wydawany nakładem wydawnictwa Shūeisha w ramach linii magazynów Jump. Początkowo był dodatkiem do czasopisma Shūkan Young Jump, który po raz pierwszy ukazał się w 1995 roku. 19 października 1999 został przekształcony w samodzielny magazyn.

## Wybrane serie
Opracowano na podstawie źródła.
- Abara
- Bastard!!
- Biomega
- Black Night Parade
- Bug Ego
- Dogs
- Ginga eiyū densetsu
- Hana wa saku, Shura no gotoku
- Hello World
- Iwamoto-senpai no suisen
- JoJolion
- Needless
- No Guns Life
- Steel Ball Run
- Tadano kōgyō kōkō no nichijō
- The JoJoLands